# Caio Otávio
Caio Otávio (em latim: Gaius Octavius; m. 59 a.C.) foi um ancestral dos imperadores romanos da dinastia júlio-claudiana e pai do imperador Otávio Augusto. Ele descendia de um antigo ramo equestre da família dos Otávios que, apesar de muito rico, não era uma família patrícia. Como novus homo, ele não  detinha o estatuto senatorial.
Seu avô, Caio Otávio, lutou como tribuno militar na Sicília durante a Segunda Guerra Púnica e seu pai, de mesmo nome, era um magistrado municipal que morreu muito velho. Ele era um parente distante de Cneu Otávio, o cônsul de 87 a.C. que liderou a oposição a Lúcio Cornélio Cina.

## Vida pessoal
A primeira esposa de Otávio se chamava Ancária. Os dois tiveram uma filha chamada Otávia Maior, mas não se sabe como terminou este casamento, embora seja provável que Ancária tenha morrido no parto. Ele se casou depois com a sobrinha de Júlio César, Ácia Balba Cesônia. Como eles se conheceram, não se sabe, embora se saiba que a família dela (os Balbos, pelo lado paterno) vivia perto de Velitras, que era a região ancestral dos Otávios. Eles tiveram dois filhos: Otávia Menor e o imperador Augusto.

## Carreira política
Otávio foi eleito questor, provavelmente em 70 a.C.. Em 61 a.C., foi também pretor. No ano seguinte, terminado seu mandato, ele foi nomeado propretor e serviu como governador da Macedônia. Antes de partir para lá, o Senado o enviou para esmagar uma revolta de escravos em Túrio, composta principalmente de antigos participantes das revoltas de Espártaco e Catilina. Na Macedônia, ele se mostrou um habilidoso administrador, governando "corajosa e justamente", inclusive liderando as forças romanas numa inesperada vitória contra a tribo dos bessianos da Trácia. Cícero o tinha em grande estima principalmente por suas negociações diplomáticas.
Em 59 a.C., ele embarcou para Roma para enfrentar as eleições para o prestigioso cargo de cônsul. Porém, ele morreu antes de chegar, supostamente no mesmo aposento em que Augusto faleceria muitos anos depois. Sua carreira foi resumida numa inscrição erigida por seu filho no seu fórum em Roma:
| “ | C(aius) Octavius C(ai) f(ilius) C(ai) n(epos) C(ai) pr[on(epos)] pater Augusti tr(ibunus) mil(itum) bis q(aestor) aed(ilis) pl(ebis) cum C(aio) Toranio iudex quaestionum pr(aetor) proco(n)s(ul) imperator appellatus ex provincia Macedonia "Caio Otávio, filho, neto e bisneto de Caio, pai de Augusto, duas vezes tribuno militar, questor, edil da plebe juntamente com Caio Torânio, juiz, pretor, procônsul, imperador proclamado na província da Macedônia" | ” |